# Psenes pellucidus
Psenes pellucidus, conosciuto comunemente come derivante pinnablu è un pesce d'acqua salata appartenente alla famiglia Nomeidae.

## Distribuzione e habitat
Originario delle fasce subtropicali degli oceani Atlantico, Indiano e Pacifico, è un pesce dalle abitudini pelagiche che abita le acque aperte dalla superficie fino a circa 1000 mt. di profondità. È frequente trovare gli esemplari giovani al di sotto di oggetti e alghe galleggianti o più raramente presso meduse, mentre gli adulti tendono a mantenersi in profondità. Segnalato raramente nelle coste mediterranee vicine allo stretto di Gibilterra.

## Descrizione
Ha il muso prominente e rotondo; i lobi della coda e tutte le pinne hanno le estremità arrotondate. La livrea degli esemplari giovani presenta una colorazione grigio-verde traslucida macchiata da punti marroni. Gli adulti assumono una livrea tra il marrone scuro e il viola scuro. Può raggiungere una taglia massima di 90 cm.

## Alimentazione
Si nutre di zooplancton e piccoli pesci pelagici.

## Pesca
Nonostante le sue carni siano molli e gelatinose, è fatto oggetto di pesca commerciale.